# Vicente Calderón Ramirez
Vicente Calderón Ramírez (Città del Messico, 15 dicembre 1948) è un ex schermidore messicano.

## Biografia
Ha partecipato ai Giochi della XIX Olimpiade di Città del Messico nel 1968 ed ai Giochi della XX Olimpiade di Monaco di Baviera nel 1972.

## Palmarès
In carriera ha conseguito i seguenti risultati:
- Giochi Panamericani:

Cali 1971: bronzo nella sciabola a squadre.
Città del Messico 1975: bronzo nel fioretto a squadre.